# Ludzie Chudego
Ludzie Chudego – polski serial komediowy w reżyserii Wojciecha Adamczyka (1 seria) oraz Macieja Wojtyszki (2 seria), emitowany na antenie telewizji Polsat od 5 września 2010 do 24 listopada 2011. Serial jest polską wersją hiszpańskiego serialu Paco i jego ludzie.

## Produkcja
Czołówka serialu zmieniła się 2 razy w odcinkach 14 (w miejscu Edyty Olszówki pojawia się Ewa Borowik, zamiast Wojciecha Adamczyka jest Maciej Wojtyszko) i 15 (w miejscu Ewy Borowik pojawia się Antoni Królikowski).

## Fabuła
Perypetie trzech niezbyt rozgarniętych, warszawskich funkcjonariuszy Policji: tęgiego komisarza Tadeusza Chudziszewskiego (Cezary Żak), zwanego „Chudym”, oraz jego dwóch podwładnych – podkomisarza Łukasza „Lukasa” Łukaszewicza (Michał Żurawski) i niewysokiego podkomisarza Mariana Kocińskiego (Piotr Pręgowski), którzy dyscyplinarnie zostają przeniesieni do komendy na Pragę. Jak mawiają o sobie, są najlepszymi gliniarzami w tym mieście. Ich zawodowa nieudolność powoduje jednak, że wplątują w różne tarapaty, z których próbując się wyplątać, wpadają w następne.

## Obsada
| Aktor              | Rola                                    | Lata występowania |
| ------------------ | --------------------------------------- | ----------------- |
| Cezary Żak         | komisarz Tadeusz „Chudy” Chudziszewski  | 2010–2011         |
| Piotr Pręgowski    | podkomisarz Marian Kociński             | 2010–2011         |
| Michał Żurawski    | podkomisarz Łukasz „Lukas” Łukaszewicz  | 2010–2011         |
| Dorota Segda       | Mariola „Lola” Chudziszewska            | 2010–2011         |
| Anna Cieślak       | podkomisarz Sylwia Łukaszewicz          | 2010–2011         |
| Edyta Olszówka     | Barbara Walenciak                       | 2010–2011         |
| Paulina Chapko     | Kasia Chudziszewska                     | 2010–2011         |
| Marian Dziędziel   | inspektor Lucjan Rychter                | 2010–2011         |
| Ewa Borowik        | Teresa Chudziszewska                    | 2010–2011         |
| Maciej Marczewski  | komisarz Dariusz Rataj                  | 2010–2011         |
| Waldemar Barwiński | młodszy aspirant Adam „Micha” Michalski | 2010–2011         |
| Piotr Zelt         | starszy aspirant „Krzywy”               | 2010–2011         |
| Anna Maria Buczek  | aspirant „Rita”                         | 2010–2011         |
| Jacek Braciak      | aspirant Kaczor                         | 2010–2011         |
| Antoni Królikowski | Rafał Walenciak                         | 2010–2011         |
| Barbara Kałużna    | Ewa Bieluszko                           | 2010–2011         |
| Anna Samusionek    | Inka Lewicka                            | 2010–2011         |
| Matylda Baczyńska  | Violetta                                | 2011              |

## Spis serii
| Seria | Seria | Sezon       | Odcinki    | Premiera serii  | Finał serii       | Pora emisji     | Średnia oglądalność |
| ----- | ----- | ----------- | ---------- | --------------- | ----------------- | --------------- | ------------------- |
|       | 1.    | jesień 2010 | 1–13 (13)  | 5 września 2010 | 21 listopada 2010 | niedziela 20:00 | 2 337 775           |
|       | 2.    | jesień 2011 | 14–26 (13) | 1 września 2011 | 24 listopada 2011 | czwartek 20:00  | 1 248 863           |

## Opisy odcinków

### Seria pierwsza
Odcinek 1 (5 września 2010)
Komisarz Tadeusz Chudziszewski idzie do jednego z warszawskich banków, by podjąć gotówkę. Towarzyszą mu jego dwaj podwładni, Łukaszewicz i Kociński. Zajęci rozmową funkcjonariusze nie zauważają, że placówka została napadnięta przez grupę uzbrojonych bandytów, a pieniądze dla niepoznaki wypłaca w okienku jeden z napastników. Dopiero po wyjściu z banku, nieudolni policjanci z radia dowiadują się, co się stało. Po spektakularnej wpadce Chudy i jego ludzie zostają karnie przeniesieni do komisariatu na Pragę, gdzie szefem jest jego teść, Lucjan. Wraz z miejscem pracy komisarz zmienia też miejsce zamieszkania. Z żoną Lolą, 16-letnią córką Kasią i swoją matką, Teresą, przeprowadza się do zaniedbanej kamienicy na Pradze.
Odcinek 2 (5 września 2010)
Ciąg dalszy poprzedniego odcinka. Chudy i Marian starają się zapobiec trafieniu Łukasza do więzienia. Postanawiają niepostrzeżenie wynieść zwłoki Szmai z komisariatu i ukryć nad Wisłą, a Lucjanowi wmówić, że bandyta sam opuścił posterunek. Nie jest to jednak tak proste, jak się im wydaje. W tym czasie sprawca zamieszania, Łukasz, jedzie do domu Chudego, by pomóc jego córce Kasi. Przerażona dziewczyna wezwała posiłki po gwałtownej sprzeczce z jednym z lokatorów kamienicy, Rafałem, synem Basi. Tymczasem Lola, która po degradacji męża, musi szukać pracy, postanawia zostać kobietą do towarzystwa, by jak w opowieści Łukasza zarabiać dużo pieniędzy bez wychodzenia z domu. Przełożeni oddelegowują do grupy Chudego kolejnych policjantów: Krzywego, Kaczora, Michę i Ritę.
Odcinek 3 (12 września 2010)
Sekcja Chudego dostaje zadanie ochrony Zaręby, świadka koronnego w procesie gangu Kilofa. W komisariacie zjawia się była żona Mariana, Inka. Kobieta otrzymuje anonimy i kwiaty od tajemniczego wielbiciela i podejrzewa, że jest nim jej były mąż. Domaga się, żeby Chudy i Łukasz powstrzymali Mariana przed nękaniem jej, w przeciwnym wypadku osobiście złoży oficjalną skargę.
Odcinek 4 (19 września 2010)
Ciąg dalszy poprzedniego odcinka. Lola wyznaje Kasi, że z powodu zdrady Tadeusza, chce się z nim rozwieść. Dziewczyna nie wierzy w winę ojca i postanawia z nim porozmawiać. Marian obserwuje mieszkanie Inki przez lunetę. Przez przypadek zauważa w innym mieszkaniu podejrzanego mężczyznę. Dochodzi do wniosku, że osobnik czyha na życie Inki i postanawia ruszyć jej na ratunek.
Odcinek 5 (26 września 2010)
Na Pradze zostało zarekwirowanych kilkadziesiąt kilogramów kokainy. Chudy, Marian i Łukasz dostają zadanie przewiezienia narkotyków do policyjnego depozytu. Sylwia, młodsza córka Lucjana, obejmuje prowadzenie policyjnego laboratorium. Tymczasem w kamienicy Chudego umiera starszy mężczyzna, który prowadził kiosk. Barbara wyjawia Loli, że to ona była przyczyną jego zgonu. Ta postanawia interweniować u swego ojca.
Odcinek 6 (3 października 2010)
Ciąg dalszy poprzedniego odcinka. Chudy, Marian i Łukasz skierowani zostają na badania moczu i wykrywaczem kłamstw. Badając wariografem Łukasza, Sylwia zadaje pytanie o zdradę. Odkrywa, kim jest kobieta, z którą, jak sądzi, zdradził ją były mąż. Tymczasem Barbara uświadamia sobie, że zostawiła w mieszkaniu zmarłego kioskarza przedmiot, który może jej zaszkodzić. Postanawia włamać się do środka. Wyniki badań moczu wskazują, że Łukasz zażywał kokainę. Policjant zostaje aresztowany. Chudy i Marian, chcąc ratować kolegę, próbują odzyskać brakującą ilość narkotyków i je zwrócić.
Odcinek 7 (10 października 2010)
Chudy i jego ludzie zostają odesłani do tropienia graficiarzy, zrywania ogłoszeń z przystanków i wypisywania mandatów za nieprawidłowe parkowanie. Kiedy patrolują jedną z praskich ulic, zderzają się z przechodzącym obok nich mężczyzną, pod którego odchyloną kurtką Łukasz dostrzega broń. Policjant stwierdza, że mężczyzna dziwnie wygląda i że powinni go śledzić, bo to jedyna szansa, żeby pokazać Lucjanowi, na co ich stać. Ruszają więc w pościg. Brunet znika w jednym z opustoszałych magazynów. Chwilę później policjanci słyszą kłótnię i strzał.
Odcinek 8 (17 października 2010)
Ciąg dalszy poprzedniego odcinka. Dochodzi do spotkania Mariana z potencjalnym kupcem skradzionego dzieła Pinota. Okazuje się, że obraz chce kupić ten sam brunet, który zastrzelił kolegę w magazynach. Przy transakcji obecny jest ekspert, który ma stwierdzić autentyczność obrazu. Chudy i Łukasz postanawiają ratować Mariana. Transakcję przerywa akcja policji. Chudy i jego sekcja chcą aresztować uczestników spotkania. Marian niszczy obraz, by dowieść, że była to kopia. Nagle zauważa, że na odwrocie rzekomego falsyfikatu widnieje dedykacja mistrza.
Odcinek 9 (24 października 2010)
Chudy, Marian i Łukasz mają za zadanie prowadzić obserwację pewnego mężczyzny. Jego żona, odkrywszy fakt, że przed ich domem stanął wóz z przystojnymi policjantami, pod nieobecność męża pragnie spełnić fantazję erotyczną. Uwodzi Łukasza, który za namową kolegów zamierza skorzystać z okazji. Zanim dochodzi do zbliżenia, wraca podejrzany. Nagi Łukasz musi natychmiast wymyślić plan ewakuacji. Żeby odzyskać jego broń służbową i dokumenty, Chudy i Marian postanawiają odwiedzić mieszkanie podejrzanego.
Odcinek 10 (31 października 2010)
Ciąg dalszy poprzedniego odcinka. Ludzie Chudego są przekonani, że uwolnili zarazki dżumy dymieniczej, konsekwencją czego jest zagłada ludzkości. Jeśli w ciągu 36 godzin nie wpadną na jakikolwiek pomysł, jak podać ludziom antidotum, wszyscy zginą. Łukasz podsuwa myśl, że przebiorą się za arabską grupę terrorystyczną i przygotują nagranie, w którym poinformują o rozsianiu zarazków, a następnie prześlą je do stacji telewizyjnej. Wtedy rządy wszystkich krajów zareagują właściwie i ludzkość zostanie uratowana. Niestety, nikt nie traktuje poważnie ich nagrania. Postanawiają uratować przynajmniej siebie i swoją rodzinę.  Na końcu okazuje się, że to co zarazki dżumy to tak naprawdę antidotum.
Odcinek 11 (7 listopada 2010)
Podczas obławy na dilera narkotyków, Chudy przypomina sobie, że zapomniał wysłać kupon lotka. Niedługo potem okazuje się, że wylosowano właśnie dokładnie te liczby, które skreśla z Lolą od lat. Próbując zapomnieć o swej porażce, idzie do restauracji. Tam udziela jednemu z klientów pierwszej pomocy, a ten w dowód wdzięczności obdarowuje Chudego złotym zegarkiem. Następnego dnia na komisariacie okazuje się, że mężczyzna, któremu uratował życie, to poszukiwany groźny przestępca. Tymczasem Lola, przekonana o wygranej w lotka, kupuje najdroższy zestaw kina domowego. Marian próbuje Kasi uświadomić, że jej miłość do Łukasza nie ma przyszłości.
Odcinek 12 (14 listopada 2010)
Ciąg dalszy poprzedniego odcinka. Chudy gotowy do akcji. Ma plan domu gangstera i został przeszkolony w grze w pokera oraz obsłudze komputera, ponieważ jego zadaniem będzie zgranie danych z komputera Florczyka. Dostaje od szefa walizkę z pieniędzmi i jedzie do domu, by następnego dnia w południe usiąść u Florczyka przy zielonym stoliku. Tymczasem Łukasz przedstawia Marianowi swój wspaniały plan wyrwania przyjaciela ze szponów mafii - uśpią go chloroformem, porwą za miasto, a tam wyczyszczą mu mózg z głupich pomysłów.
Odcinek 13 (21 listopada 2010)
Z więzienia uciekło dwóch przestępców, których przed dziesięcioma laty aresztował Chudy. Bracia Diabelscy przekazują policjantowi informację, że nadszedł czas zemsty. Chudy jest przerażony. Przyznaje się kolegom, że aresztowanie to było dziełem przypadku. Ekipa Chudego postanawia złapać kryminalistów. Szykują zasadzkę, z której przestępcy uciekają i zabierają Mariana jako zakładnika. Rataj odbiera Chudemu odznakę i broń. Załamany policjant uświadamia sobie, że jest w stanie odnaleźć uprowadzonego przyjaciela i namierzyć zbiegów.

### Seria druga
Odcinek 14 (1 września 2011)
Sekcja Chudego otrzymała zadanie rozpracowania nielegalnych wyścigów. Kasia, próbująca na wszystkie możliwe sposoby zainteresować sobą Łukasza, postanawia zdobyć informacje, które spowodują, że Łukasz się w niej zakocha. Jej determinacja w zdobyciu Łukasza jest tak wielka, że nie zawaha się przed niczym. Nawet przed udziałem w szaleńczej jeździe nocą przez ulice miasta. Chudy zbeształ swojego podwładnego, Michę. Nie było w tym nic zdrożnego, żadnej przemocy, ale Lola nabiera przekonania, że Chudy stał się brutalem bijącym swoich pracowników.
Odcinek 15 (8 września 2011)
Marian nadal negocjuje (zgodnie z instrukcją z raportu), a na komisariacie pojawia się Rataj wraz z grupą antyterrorystyczną. Próbuje przejąć dowodzenie, ale, spanikowany już Nazi, po pierwszych rozmowach z Marianem, chce rozmawiać dalej tylko z nim. Tymczasem suknia Sylwii została przypadkowo podarta w barze przez Barbarę. Lola demonstruje przed siostrą swoją sukienkę, namawiając ją, żeby w niej wyszła za mąż. Sylwii ciągle coś nie pasuje. W końcu Lola orientuje się, że to nie sukienka jest przyczyną wahania siostry w sprawie ślubu.
Odcinek 16 (15 września 2011)
Zespół Chudziszewskiego zajmuje się sprawą mordercy-kanibala, znanego jako „Chirurg”. Niebawem udaje się złapać głównego podejrzanego, ale w wyniku błędów proceduralnych opuszcza on więzienie. Śledztwo zostaje oficjalnie zamknięte. Mimo tego Chudy i jego ludzie postanawiają zdobyć dowody winy mordercy. Znajdują na aktach jego sprawy pewien adres. Wkrótce udają się na miejsce. Okazuje się jednak, że włamali się do mieszkania Rataja. Policjanci, przekonani, że złapali „Chirurga”, przewożą go do pustostanu w kamienicy Chudego. Na komisariacie zjawia się matka Mariana, która sądzi, że syn po rozstaniu z Inką związał się z inną kobietą. Kociński nie chce wyprowadzać mamy z błędu. Na szczęście Barbara godzi się udawać jego narzeczoną. Lola nie zgadza się dać Kasi pieniędzy na wycieczkę do Paryża. Rafał postanawia zdobyć dla niej fundusze na podróż. Tymczasem wszystkich pracowników komendy czeka okresowa ocena.
Odcinek 17 (22 września 2011)
Sylwia przygotowuje się do ślubu z Markiem. Łukasz z kolei jest załamany, że jego była żona wychodzi za mąż. Spędza noc nad szklanką wódki w mieszkaniu Rafała. Wkrótce w domu zjawia się Kasia, która umówiła się tu na randkę z Rafałem. Nad ranem oboje budzą się w jednym łóżku. Córka Chudego twierdzi, że spędziła z podkomisarzem Łukaszewiczem upojną noc. On jednak nic nie pamięta. Tymczasem Rafał stara się ratować kolegę, który został aresztowany podczas próby załatwienia biletów do Paryża dla Kasi. Barbara ma dość udawania narzeczonej Mariana. Oznajmia jego matce, że ma dzieci i byłych mężów w więzieniach, licząc na to, że ta zniechęci się do niej i zacznie namawiać syna, by z nią zerwał. Wkrótce udawany związek Kocińskiego i Barbary zaczyna ewoluować w zupełnie niespodziewaną stronę. Chudy i jego ludzie dowiadują się, że Rataj został uprowadzony i to oni są porywaczami. Postanawiają przewieźć go z powrotem do jego mieszkania. Wkrótce trafiają na „Chirurga”, poszukiwanego seryjnego mordercę.
Odcinek 18 (29 września 2011)
Mimo wątpliwości, Sylwia intensywnie przygotowuje się do ślubu i co jakiś czas wymienia uprzejme złośliwości z Łukaszem. Matka Mariana, która wciąż mieszka u niego, wreszcie ma się wyprowadzić. Marian zmyśla jej, że im w ogóle nie przeszkadza i że Barbara kocha ją tak samo jak on – jak własną matkę. Starsza pani, zadowolona z takiego obrotu sprawy, sugeruje więc, że mogłaby zostać u nich dłużej. Barbara jest w szoku i z wrażenia nie wie, co odpowiedzieć. Ostatecznie po uszczypliwym komentarzu, Pani Kocińska decyduje się na powrót do domu. Tymczasem na przepustkę wychodzi były mąż Basi - Ferdynand. Będzie on zastraszał Mariana, aby ten zostawił jego ex.
Odcinek 19 (6 października 2011)
W odcinku Chudy dowiaduje się, że sprawa mafii kalabryjskiej została wymyślona i spreparowana przez Łukasza. Na komisariacie pojawia się Lucjan - zachwycony, że jego ludzie mają swoje zasługi w rozpracowaniu międzynarodowej szajki. Przerażony Chudy decyduje, że będą brnąć dalej w historię z głuchoniemymi i ślepymi „włoskimi przestępcami” z polskiego akademika. W udawaniu, żeby ani Lucjan, ani Rataj, ani Niemcy nie odkryli oszustwa, przechodzą samych siebie. Tymczasem Chudy po odnalezieniu zdjęć skąpo ubranej Kasi w teczce Łukasza, ten przestaje mu wierzyć, że pomiędzy nim a Kasią do niczego nie doszło. Łukasz postanawia opuścić kamienicę i wyprowadzić się z Warszawy przenosząc się tym samym na inną komendę.
Odcinek 20 (13 października 2011)
Marian przebrany za kobietę, idzie do agencji towarzyskiej aby zebrać dowody obciążające rosyjskiego handlarza kobiet. Po akcji która kończy się sukcesem, Kociński przebrany za kobietę spotyka pod drodze Lucjana, któremu wpada w oko. Tymczasem znalazło się nagranie, na którym widać trójkę mężczyzn uprowadzających Rataja. Na video nie widać twarzy porywaczy, lecz z USA zostaje ściągnięty technik z CIA, który za pomocą specjalnych filtrów ma poprawić jakość filmu aby były widoczne twarzy porywaczy. Chudy i Łukasz wpadają na pomysł, aby wykorzystać uczucie miłosne Lucjana do Mariana i żeby ten przez podstęp, ukradł mu płytę z obciążającym ich dowodem.
Odcinek 21 (20 października 2011)
W odcinku Marian przebrany za kobietę, próbuje ukraść płytę na którą nagrany jest dowód, świadczący o tym, iż Chudy, Kociński i Łukasz porwali Rataja. Tymczasem oddział Chudziszewskiego, próbuje rozwikłać zagadkę 'martwego' inspektora Doniecińskiego, który tak naprawdę żyje. Ostatecznie kończy się to tak, że człowieka który wytrwał 2 lata w Rosyjskiej mafii, Krzywy prawie wykańcza w jedną chwilę. Tymczasem Marian i Basia są oficjalnie ze sobą razem, a Łukasz przekonany przez Chudego, nie wyjeżdża z Warszawy.
Odcinek 22 (27 października 2011)
W odcinku rozpoczynamy kolejny wątek. Basia wyjeżdża do Ciechocinka aby oswoić się z myślą, iż związała się z Marianem. Tymczasem ten, próbuje zaimponować jej synowi - Rafałowi, któremu najzwyklej w świecie się to nie podoba. Chudy i jego ludzie otrzymują nowe zadanie, muszą znaleźć hak na sektę, która ściąga coraz więcej nowych ludzi jak m.in. córkę senatora. Marian zostaje wysłany na ich spotkanie, gdzie zjada grzybki halucynki i pod ich wpływem prawdopodobnie zabija córkę senatora.
Odcinek 23 (3 listopada 2011)
W odcinku Lola zostaje zatrzymana przez policję za posiadanie marihuany, którą tak naprawdę posiadała Wiola, lecz ona się za nią wstawiła. Tymczasem Marian uważa, że jest opętany przez szatana. Zostaje on zamknięty w policyjnym areszcie i poddany egzorcyzmowi przeprowadzonym przez aktora, przebranego za księdza. Perypetii z Michą i Ritą ciąg dalszy. Rita dowiaduje się, że Micha jej nie kocha, jednakże ten wyznaje jej miłość. Kiedy ona chce z nim iść do łóżka, myli swojego ukochanego z jego bratem bliźniakiem. Do Warszawy wraca Basia i wyznaje Marianowi miłość.
Odcinek 24 (10 listopada 2011)
Chudy idzie na kontrolne badania. Jako że musiał dnia wcześniejszego brać udział w akcji, podczas to której się upił, lekarz postraszył go, że za pomocą pobranej mu krwi sprawdzi, czy jest w niej alkohol, a w następstwie zgłosi to na policje, jako że według przepisów jest na służbie. Tadeusz postanawia podmienić fiolki z krwią. Niestety krew, którą sobie wybrał, jest zakażona wirusem, który niby Chudemu daje 2 tygodnie życia. Marian i Łukasz postanawiają zabić Chudego, aby ten nie musiał się męczyć z chorobą, której tak naprawdę nie ma. Tymczasem Mariola wymyśliła kalendarz z nagimi policjantami, z którego kwoty pieniężne mają zostać przeznaczone na dzieci zmarłych podczas akcji policjantów.
Odcinek 25 (17 listopada 2011)
W odcinku Chudy nie może się zupełnie dogadać z Kasią, która porzuciła myśl o wyjeździe do Irlandii. Ma do córki żal, że go okłamała w sprawie Łukasza. Kasia z kolei jest wściekła na ojca za to, że jej zdaniem, nadmiernie ją kontroluje. Barbara wypłakuje się Loli, że Marian dziwnie zachowuje się ostatnio, co zapewne jest oznaką, iż on już jej nie kocha. Natomiast Sylwia wreszcie uporządkowała temat dwóch mężczyzn w swoim życiu, dokonując wyboru pomiędzy Markiem a Łukaszem.
Odcinek 26 (24 listopada 2011)
W mieszkaniu Mariana trwa polsko-gruzińskie wesele. Wszyscy oprócz Kocińskiego wydają się świetnie bawić. On tymczasem czuje się fatalnie, gdyż powinien w tej chwili prosić o rękę Barbarę. Ku jego zaskoczeniu ona zjawia się w jego domu i widzi go całującego się z panną młodą.
Lola postanawia udawać matkę Wioli podczas przesłuchania u psychologa. Ten po rozmowie z kobietą nie daje zgody na to, by zajmowała się ona dziewczyną i powierza opiekę nad nią Chudziszewskim. W tej sytuacji Lolę i Tadeusza muszą udawać Marian i Barbara...
Tymczasem Chudy, Micha i Łukasz próbują dostać się do fabryki leków. Wkrótce wszyscy trzej rozpoczynają pościg za przewożącą makabryczny ładunek chłodnią. Zostają zamknięci w ciężarówce. Z każdym przejechanym kilometrem temperatura w samochodzie spada. Policjantom grozi śmiertelne niebezpieczeństwo. Wkrótce dochodzi do strzelaniny z bandytami, Lukas zostaje postrzelony w okolice serca.